# Albumy numer jeden w roku 1960 (USA)
Lista najlepiej sprzedających się albumów w Stanach Zjednoczonych w 1960 tworzona przez magazyn Billboard. Do sierpnia 1963 notowanie były podzielone na albumy mono i stereo. Obecnie notowanie jest znane jako Billboard 200.

## Historia notowania
| Data publikacji | Album (mono)                        | Artysta                         | Album (stereo)        | Artysta                                      |
| --------------- | ----------------------------------- | ------------------------------- | --------------------- | -------------------------------------------- |
| 2 stycznia      | Here We Go Again!                   | The Kingston Trio               | South Pacific         | Ścieżka dźwiękowa                            |
| 9 stycznia      | Here We Go Again!                   | The Kingston Trio               | Here We Go Again!     | The Kingston Trio                            |
| 16 stycznia     | Here We Go Again!                   | The Kingston Trio               | The Lord's Prayer     | The Mormon Tabernacle Choir                  |
| 23 stycznia     | Here We Go Again!                   | The Kingston Trio               | Here We Go Again!     | The Kingston Trio                            |
| 30 stycznia     | Here We Go Again!                   | The Kingston Trio               | The Sound of Music    | Original Cast                                |
| 6 lutego        | Here We Go Again!                   | The Kingston Trio               | The Sound of Music    | Original Cast                                |
| 13 lutego       | The Sound of Music                  | Original Cast                   | The Sound of Music    | Original Cast                                |
| 20 lutego       | The Sound of Music                  | Original Cast                   | The Sound of Music    | Original Cast                                |
| 27 lutego       | The Sound of Music                  | Original Cast                   | The Sound of Music    | Original Cast                                |
| 5 marca         | The Sound of Music                  | Original Cast                   | The Sound of Music    | Original Cast                                |
| 12 marca        | The Sound of Music                  | Original Cast                   | The Sound of Music    | Original Cast                                |
| 19 marca        | The Sound of Music                  | Original Cast                   | The Sound of Music    | Original Cast                                |
| 26 marca        | The Sound of Music                  | Original Cast                   | The Sound of Music    | Original Cast                                |
| 4 kwietnia      | The Sound of Music                  | Original Cast                   | The Sound of Music    | Original Cast                                |
| 9 kwietnia      | The Sound of Music                  | Original Cast                   | The Sound of Music    | Original Cast                                |
| 16 kwietnia     | The Sound of Music                  | Original Cast                   | The Sound of Music    | Original Cast                                |
| 23 kwietnia     | The Sound of Music                  | Original Cast                   | The Sound of Music    | Original Cast                                |
| 30 kwietnia     | The Sound of Music                  | Original Cast                   | Persuasive Percussion | Enoch Light/Terry Snyder and the All Stars   |
| 7 maja          | Theme from A Summer Place           | Billy Vaughn z orkiestrą        | The Sound of Music    | Original Cast                                |
| 14 maja         | Sold Out                            | The Kingston Trio               | The Sound of Music    | Original Cast                                |
| 21 maja         | Theme From A Summer Place           | Billy Vaughn z orkiestrą        | Persuasive Percussion | Enoch Light / Terry Snyder and the All Stars |
| 28 maja         | Sold Out                            | The Kingston Trio               | Sold Out              | The Kingston Trio                            |
| 4 czerwca       | Sold Out                            | The Kingston Trio               | Persuasive Percussion | Enoch Light / Terry Snyder and the All Stars |
| 11 czerwca      | Sold Out                            | The Kingston Trio               | Persuasive Percussion | Enoch Light / Terry Snyder and the All Stars |
| 18 czerwca      | Sold Out                            | The Kingston Trio               | Persuasive Percussion | Enoch Light / Terry Snyder and the All Stars |
| 25 czerwca      | Sold Out                            | The Kingston Trio               | Persuasive Percussion | Enoch Light / Terry Snyder and the All Stars |
| 2 lipca         | Sold Out                            | The Kingston Trio               | Persuasive Percussion | Enoch Light / Terry Snyder and the All Stars |
| 9 lipca         | Sold Out                            | The Kingston Trio               | Persuasive Percussion | Enoch Light / Terry Snyder and the All Stars |
| 16 lipca        | Sold Out                            | The Kingston Trio               | Persuasive Percussion | Enoch Light / Terry Snyder and the All Stars |
| 23 lipca        | Sold Out                            | The Kingston Trio               | Persuasive Percussion | Enoch Light / Terry Snyder and the All Stars |
| 30 lipca        | The Button-Down Mind of Bob Newhart | Bob Newhart                     | Persuasive Percussion | Enoch Light / Terry Snyder and the All Stars |
| 6 sierpnia      | The Button-Down Mind of Bob Newhart | Bob Newhart                     | Persuasive Percussion | Enoch Light / Terry Snyder and the All Stars |
| 13 sierpnia     | The Button-Down Mind of Bob Newhart | Bob Newhart                     | Persuasive Percussion | Enoch Light / Terry Snyder and the All Stars |
| 20 sierpnia     | The Button-Down Mind of Bob Newhart | Bob Newhart                     | Sold Out              | The Kingston Trio                            |
| 27 sierpnia     | The Button-Down Mind of Bob Newhart | Bob Newhart                     | Sold Out              | The Kingston Trio                            |
| 3 września      | The Button-Down Mind of Bob Newhart | Bob Newhart                     | String Along          | The Kingston Trio                            |
| 10 września     | The Button-Down Mind of Bob Newhart | Bob Newhart                     | String Along          | The Kingston Trio                            |
| 17 września     | The Button-Down Mind of Bob Newhart | Bob Newhart                     | String Along          | The Kingston Trio                            |
| 24 września     | String Along                        | The Kingston Trio               | String Along          | The Kingston Trio                            |
| 1 października  | String Along                        | The Kingston Trio               | String Along          | The Kingston Trio                            |
| 8 października  | String Along                        | The Kingston Trio               | String Along          | The Kingston Trio                            |
| 15 października | String Along                        | The Kingston Trio               | String Along          | The Kingston Trio                            |
| 22 października | String Along                        | The Kingston Trio               | String Along          | The Kingston Trio                            |
| 29 października | Nice ’n’ Easy                       | Frank Sinatra                   | Nice ’n’ Easy         | Frank Sinatra                                |
| 5 listopada     | The Button-Down Mind of Bob Newhart | Bob Newhart                     | Nice ’n’ Easy         | Frank Sinatra                                |
| 12 listopada    | The Button-Down Mind of Bob Newhart | Bob Newhart                     | Nice ’n’ Easy         | Frank Sinatra                                |
| 19 listopada    | The Button-Down Mind of Bob Newhart | Bob Newhart                     | String Along          | The Kingston Trio                            |
| 26 listopada    | The Button-Down Mind of Bob Newhart | Bob Newhart                     | Nice ’n’ Easy         | Frank Sinatra                                |
| 3 grudnia       | The Button-Down Mind of Bob Newhart | Bob Newhart                     | Nice ’n’ Easy         | Frank Sinatra                                |
| 10 grudnia      | G.I. Blues                          | Elvis Presley/Ścieżka dźwiękowa | Nice ’n’ Easy         | Frank Sinatra                                |
| 17 grudnia      | The Button-Down Mind of Bob Newhart | Bob Newhart                     | Nice ’n’ Easy         | Frank Sinatra                                |
| 24 grudnia      | G.I. Blues                          | Elvis Presley/Ścieżka dźwiękowa | Nice ’n’ Easy         | Frank Sinatra                                |
| 31 grudnia      | G.I. Blues                          | Elvis Presley/Ścieżka dźwiękowa | String Along          | The Kingston Trio                            |